# Radziwie (powiat ciechanowski)
Radziwie – wieś sołecka w Polsce położona w województwie mazowieckim, w powiecie ciechanowskim, w gminie Ojrzeń.
W latach 1975–1998 miejscowość administracyjnie należała do województwa ciechanowskiego. Liczy 33 mieszkańców. Położona wzdłuż drogi Ojrzeń – Nowe Miasto. Teren leśno – rolniczy. Nieopodal wsi znajduje się leśniczówka Paryż oraz gospodarstwo agroturystyczne. Teren o dużych walorach krajobrazowych i przyrodniczych. Zachowane znaczące obiekty ruralistyczne z zabudową wiejską typową dla początku XIX wieku. W okolicznych lasach można spotkać sarny, jelenie, łosie, borsuki, dziki, żurawie, liczne gatunki dzięciołów i wróblowatych. Okoliczne lasy obfitują w grzyby i jagody.